# 大久保忠辰
大久保 忠辰（おおくぼ ただとき）は、江戸時代前期の武将、江戸幕府旗本。

## 生涯
三河譜代・大久保氏の一族で、徳川家康に仕えた大久保忠益の長男。幼少時より家康の嫡男・徳川秀忠に仕える。慶長5年（1600年）関ヶ原の戦いでは弟の忠政とともに秀忠軍に附属する。慶長19年（1614年）忠辰の再従兄弟にあたる幕府重鎮・大久保忠隣が失脚するとこれに連座し、弟の忠政・忠尚ともども閉門となる。同年、大坂冬の陣では弟たちとともに密かに秀忠勢に列する。翌年の夏の陣では松平忠明勢に属し、道明寺の戦いと天王寺の戦いでそれぞれ首級を挙げた。このため閉門を許されて旗本に復帰し、使番や徒頭などを歴任した。没年については元和6年（1620年）と寛永11年（1634年）とする説がある。忠辰の男子は早世したため、忠辰の家督は断絶している。